# Pisandro di Atene
Pisandro del demo di Acarne (in greco antico: Πείσανδρος?, Pèisandros, in latino Pisander; prima del 430 a.C. – dopo il 411 a.C.) è stato un magistrato e politico ateniese del V secolo a.C..

## Biografia
Leader democratico, nel 415 a.C. fu commissario nel processo seguito allo scandalo delle erme, poi sostenne l'instaurazione del regime oligarchico dei Quattrocento (411 a.C.), ma dopo la caduta di quest'ultimo fuggì a Sparta.